# UBL5
UBL5 (англ. Ubiquitin like 5) – білок, який кодується однойменним геном, розташованим у людей на короткому плечі 19-ї хромосоми. Довжина поліпептидного ланцюга білка становить 73 амінокислот, а молекулярна маса — 8 547.
| 10         |  | 20         |  | 30         |  | 40         |  | 50         |
| ---------- |  | ---------- |  | ---------- |  | ---------- |  | ---------- |
| MIEVVCNDRL |  | GKKVRVKCNT |  | DDTIGDLKKL |  | IAAQTGTRWN |  | KIVLKKWYTI |
| FKDHVSLGDY |  | EIHDGMNLEL |  | YYQ        |  |            |  |            |

A: Аланін

C: Цистеїн

D: Аспарагінова кислота

E: Глутамінова кислота

F: Фенілаланін

G: Гліцин

H: Гістидин

I: Ізолейцин

K: Лізин

L: Лейцин

M: Метіонін

N: Аспарагін

Q: Глутамін

R: Аргінін

S: Серин

T: Треонін

V: Валін

W: Триптофан

Задіяний у такому біологічному процесі, як убіквітинування білків. 
Локалізований у цитоплазмі.